# Nomioides micheneri
Nomioides micheneri är en biart som beskrevs av Pesenko och Gregory B. Pauly 2005. Nomioides micheneri ingår i släktet Nomioides och familjen vägbin. Inga underarter finns listade i Catalogue of Life.